# Rhacodactylus leachianus
Gecko géant de Nouvelle-Calédonie
Espèce
Synonymes
- Ascalabotes leachianus Cuvier, 1829
- Rhacodactylus aubrianus Bocage, 1873

Statut de conservation UICN

 LC  : Préoccupation mineure
Rhacodactylus leachianus, le Gecko géant de Nouvelle-Calédonie, est une espèce de geckos de la famille des Diplodactylidae.

## Répartition
Cette espèce est endémique de Nouvelle-Calédonie. Elle se rencontre sur la Grande Terre et à l'île des Pins.

## Description
Rhacodactylus leachianus mesure jusqu'à 400 mm dont 145 mm pour la queue, ce qui en fait le plus grand du genre et l'un des plus grands geckos du monde. La queue est relativement courte et préhensile. Le corps est d'aspect massif, et la tête est allongée. La peau présente de nombreux plis aux bords du corps. Les pattes sont palmées leur permettant une adhérence sur la plupart des surfaces. La coloration est grise, brune à vert pâle. Le ventre est pâle, plus clair. Ce gecko peut pousser des vocalises. Il a une longévité particulièrement élevée puisqu'il peut atteindre l'âge de 20 ans.

## Habitat
Rhacodactylus leachianus peuple les forêts primaires tropicales humides de son aire de répartition en Nouvelle-Calédonie.

## Comportement
Rhacodactylus leachianus est une espèce nocturne et arboricole. La journée il préfèrera se cacher dans les trous des troncs.

### Un gecko bruyant
Le Gecko géant de Nouvelle-Calédonie émet de nombreux cris et bruits lors des différentes situations dans lesquelles il se trouve. En effet, lorsqu'il rencontre un congénère mâle pour par exemple la défense de son territoire ou lors de la reproduction pendant les parades sexuelles, ou encore en état de stress.

### Territorial
Deux mâles s’affronteront presque toujours automatiquement lorsqu'il se croiseront, plus encore si une femelle est à proximité.

## Reproduction
Les mâles sont matures vers l'âge de cinq ans et les femelles à six ans. La femelle pond de relativement gros œufs dans le sol, deux par ponte et jusqu’à 4 fois par an. Les œufs incubent durant environ deux mois à 27-28 °C (la durée d'incubation peut varier selon les conditions climatiques).

## Alimentation
Ce gecko est omnivore et principalement frugivore, mais consomme également des insectes.

## Liste des sous-espèces
Selon The Reptile Database (4 septembre 2012) :
- Rhacodactylus leachianus aubrianus Bocage, 1873
- Rhacodactylus leachianus henkeli Seipp & Obst, 1994
- Rhacodactylus leachianus leachianus (Cuvier, 1829)

## Étymologie
Cette espèce est nommée en l'honneur du zoologiste britannique William Elford Leach(1790-1836).

## Galerie

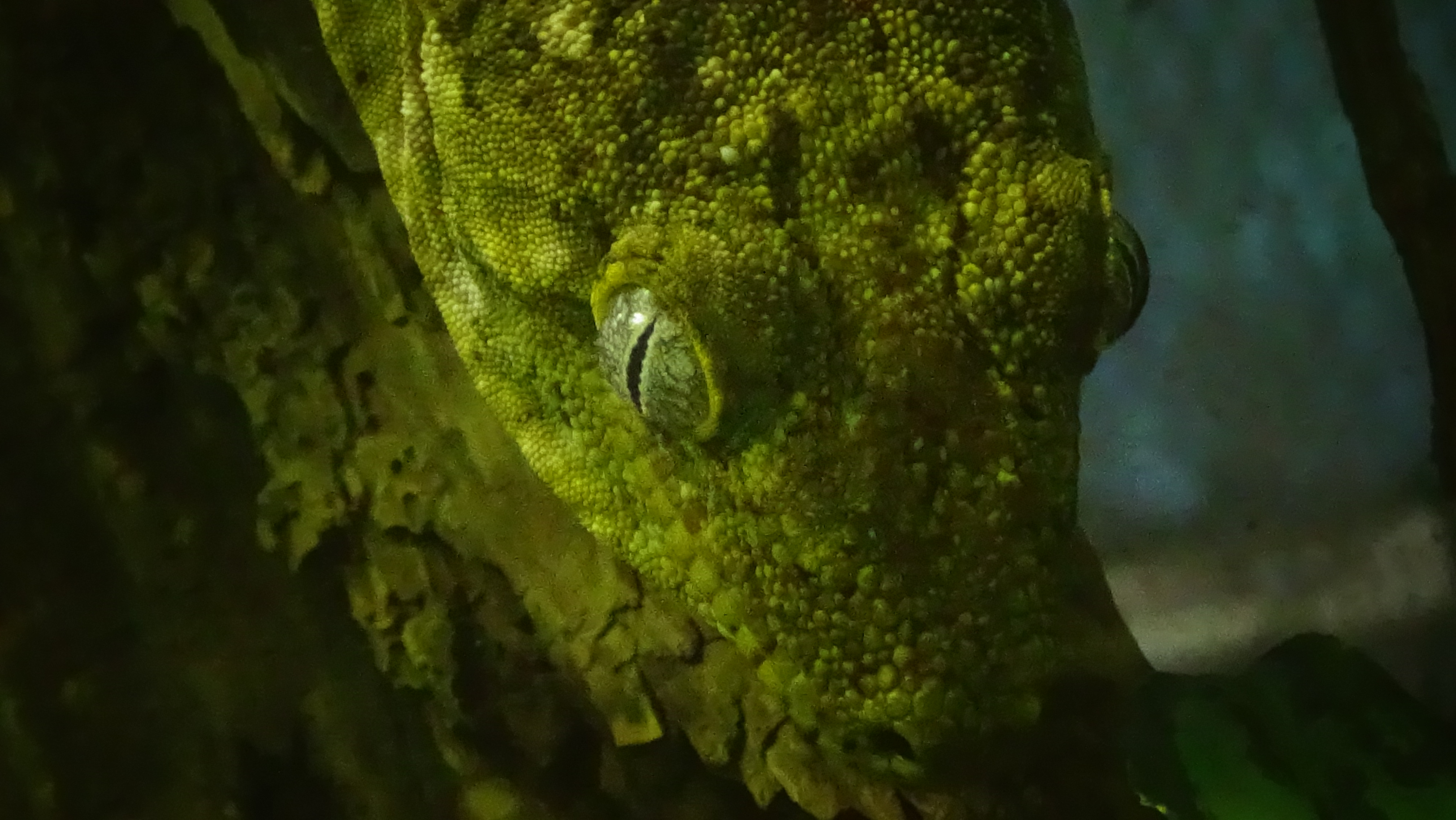
Ménagerie du jardin des plantes de Paris/France
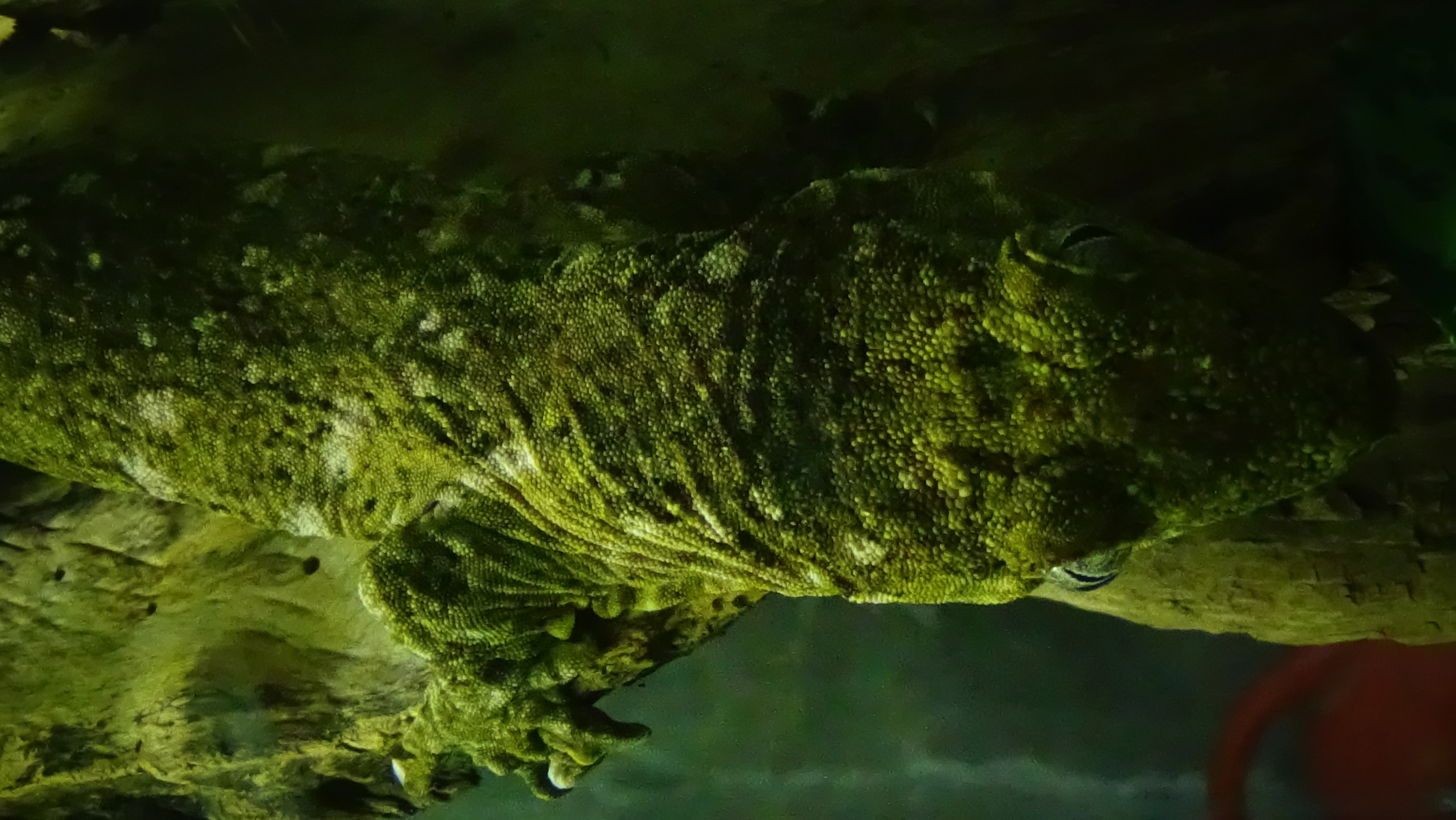
Ménagerie du jardin des plantes de Paris/France
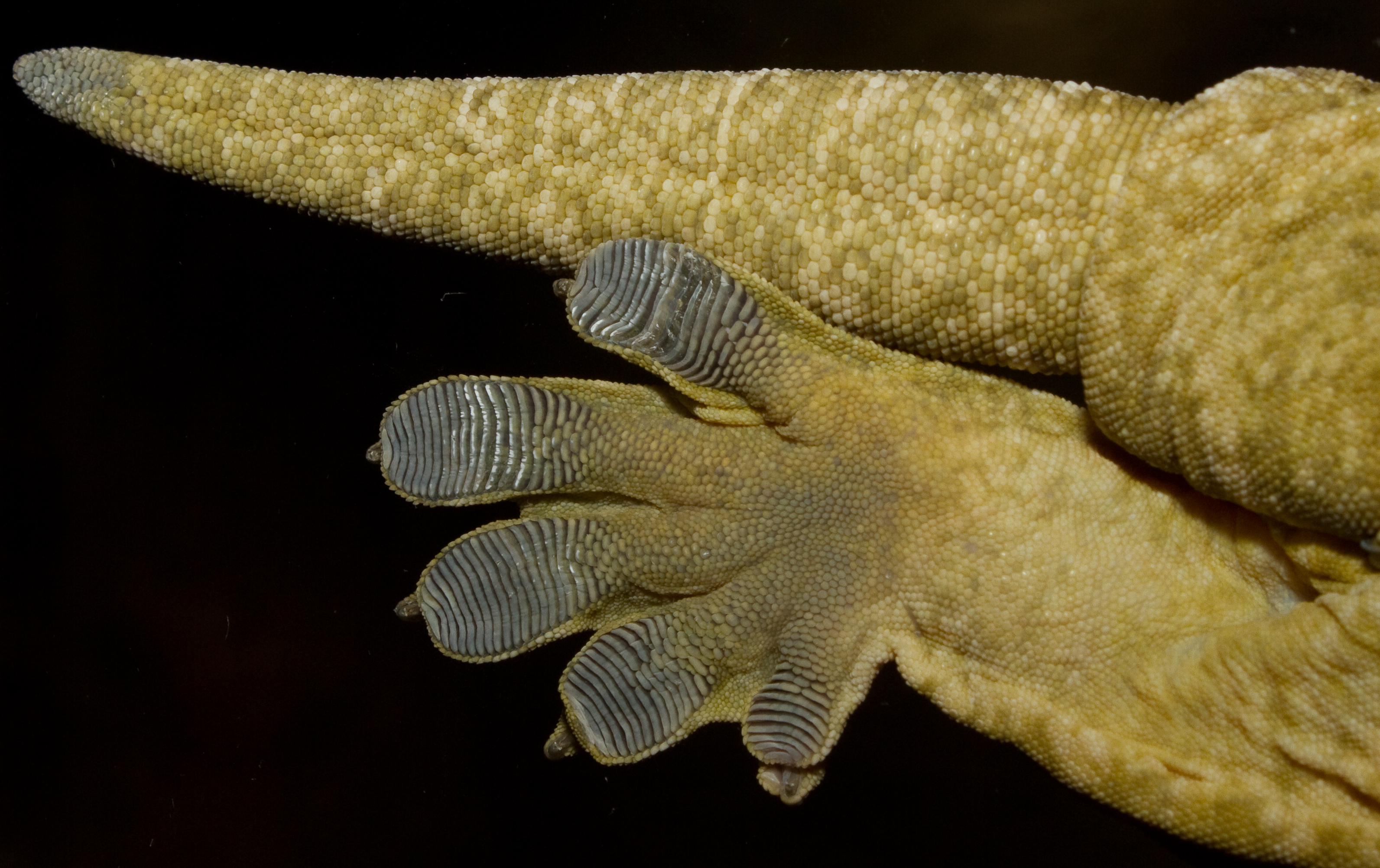
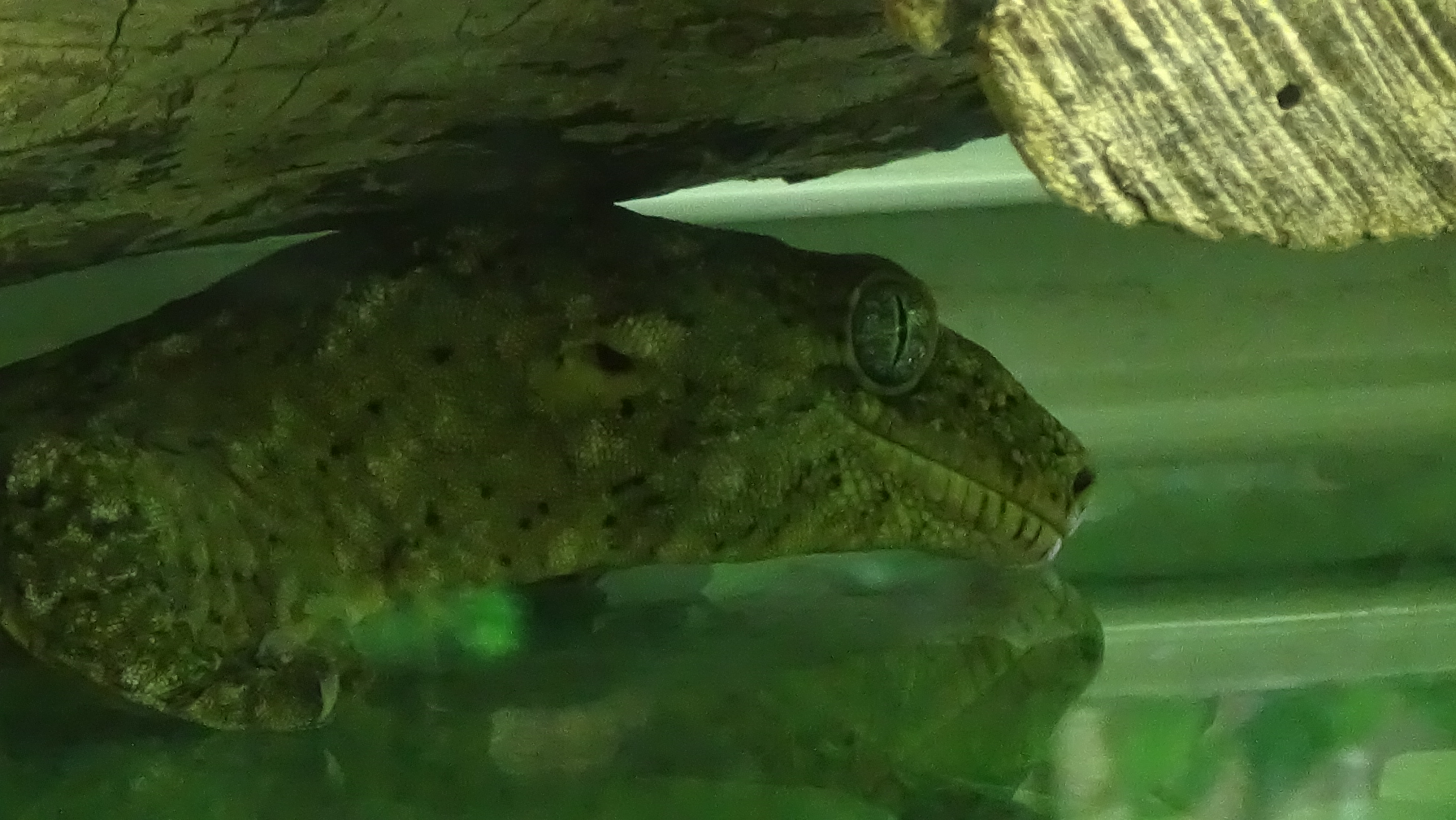
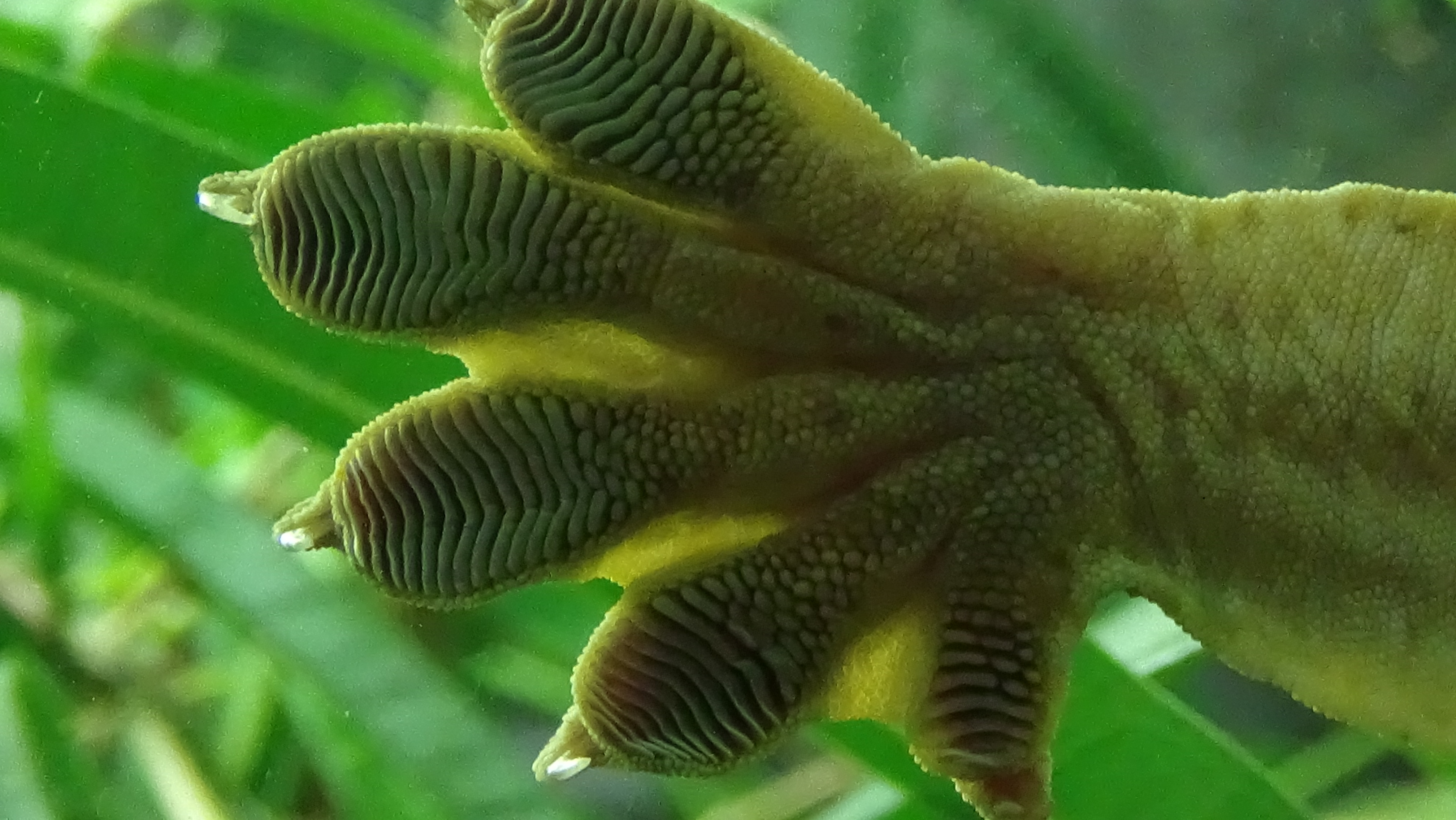

## Publications originales
- Cuvier, 1829 : Le Règne Animal distribué, d'après son organisation, pour servir de base à l'Histoire Naturelle des Animaux et d'introduction à l'Anatomie Comparé. Nouvelle Édition. Les Reptiles. Déterville, Paris, vol. 2, p. 1-406 (texte intégral)
- Bocage, 1873 : Mélanges erpétologiques. l. Note sur quelques geckotiens nouveaux ou peu connus de la Nouvelle-Calédonie. Jornal de sciencias mathematicas, physicas e naturaes, Lisboa, vol. 4, p. 201-207 (texte intégral).
- Seipp & Obst, 1994 : Beschreibung einer neuen Unterart des neukaledonischen Rhacodactylus leachianus Cuvier, 1829 (Reptilia: Sauria: Gekkonidae). Senckenbergiana biologica, vol. 74, no 1/2, p. 205-211.